# Platthalm-Binse
Die Platthalm-Binse (Juncus compressus), auch Zusammengedrückte Binse oder Knollen-Binse genannt, ist eine Pflanzenart aus der Gattung der Binsen (Juncus) innerhalb der Familie der Binsengewächse (Juncaceae). 

## Beschreibung

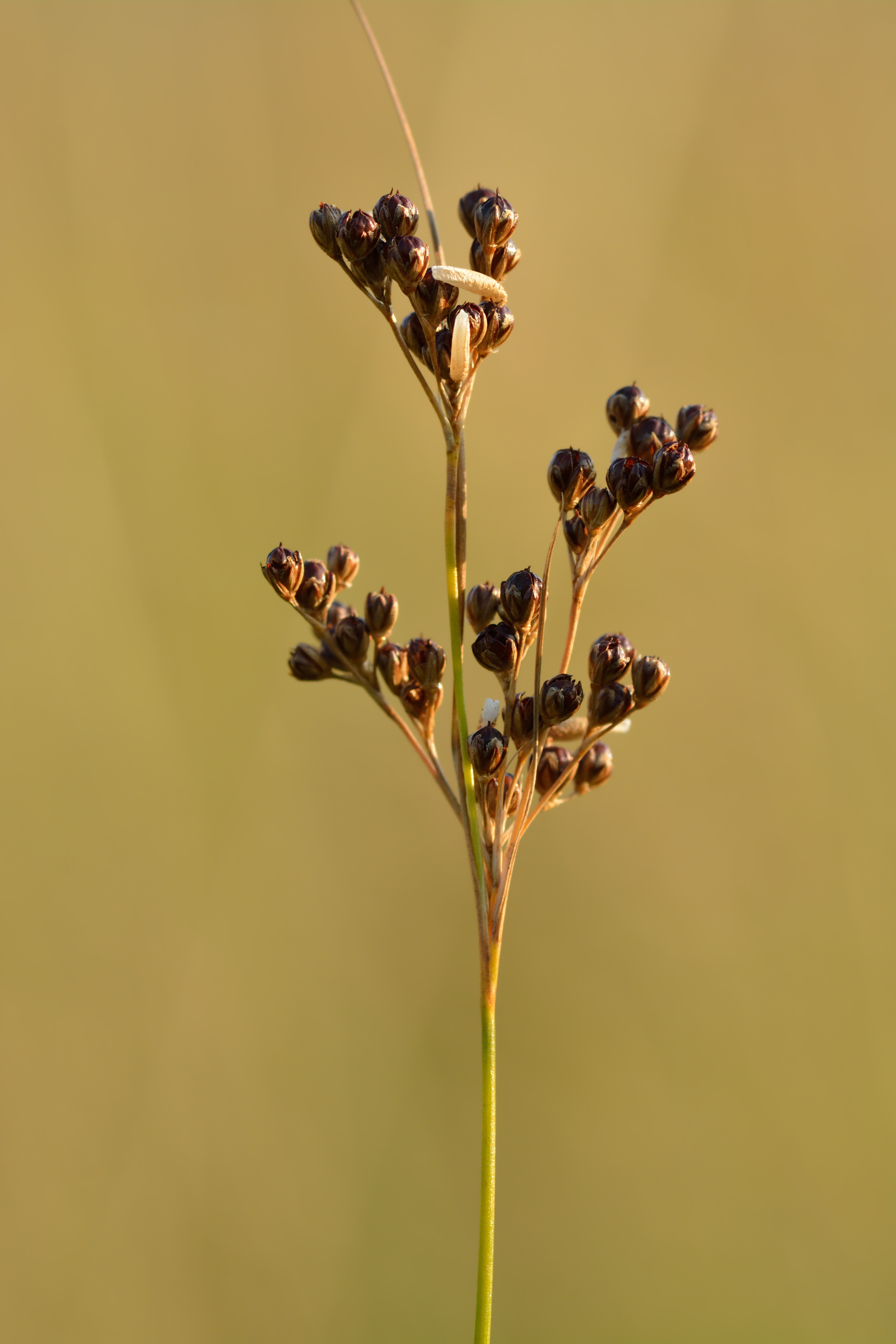
Fruchtstand

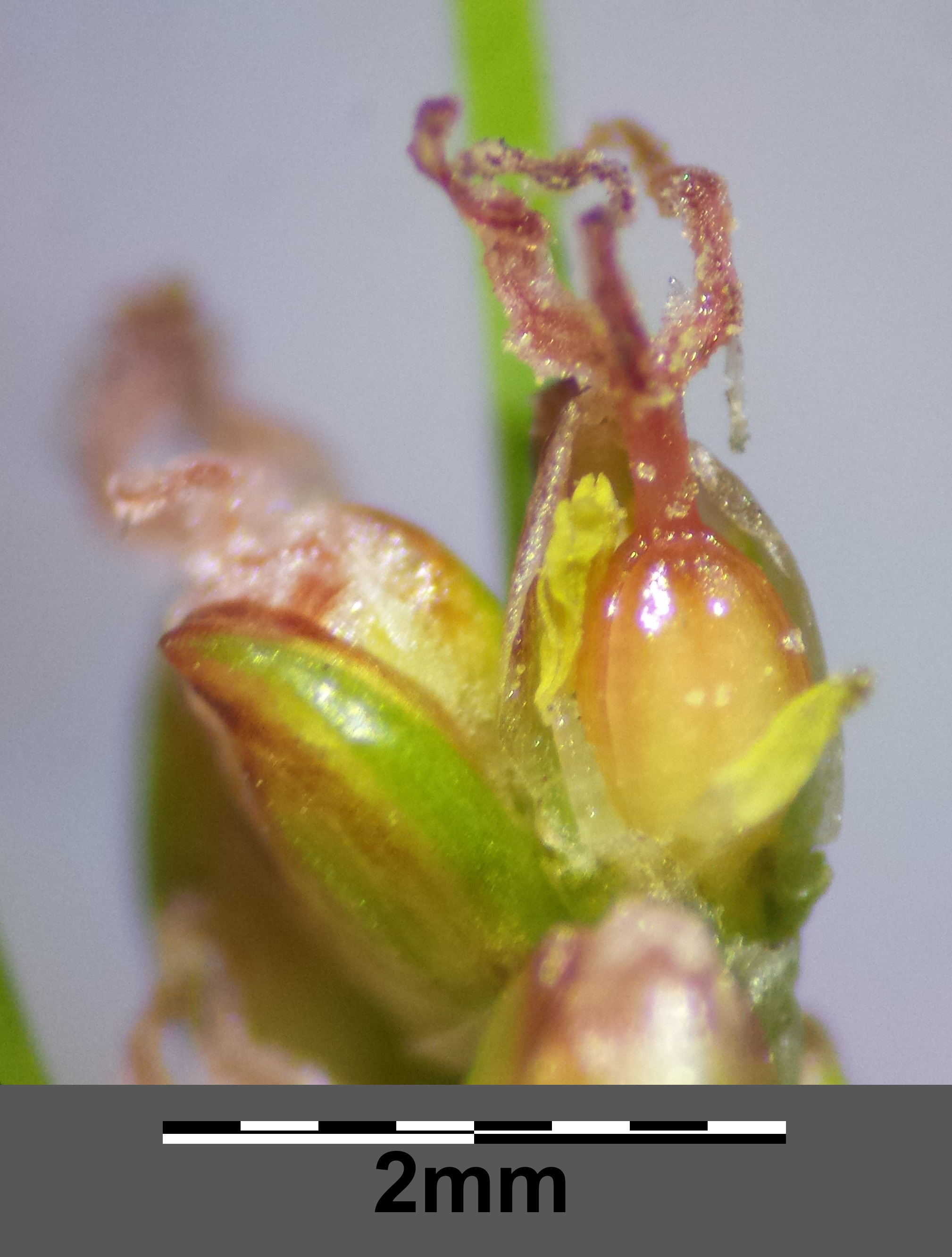
Geöffnete Blüte mit Staubblättern und Fruchtknoten mit Griffel

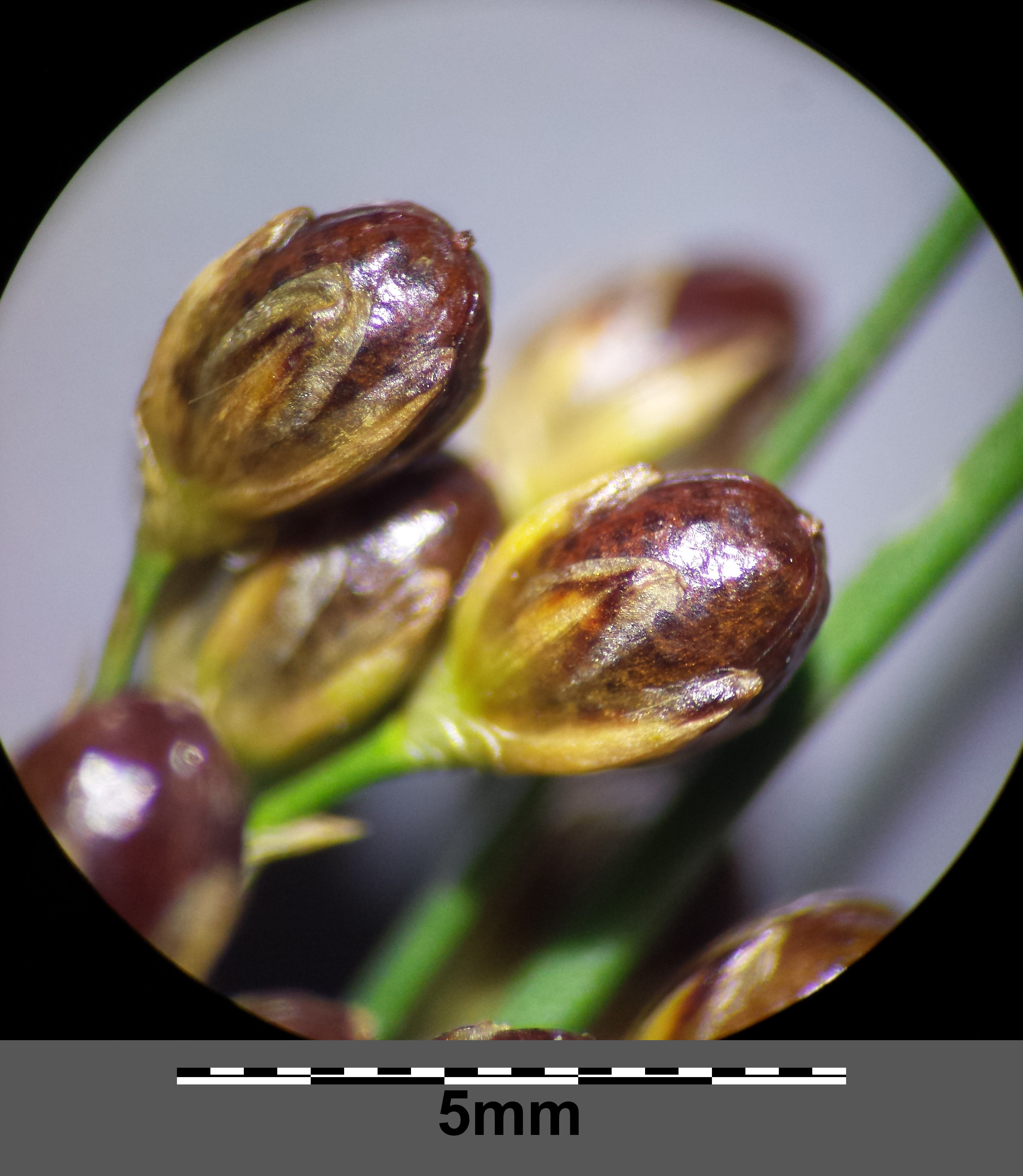
Kapselfrüchte

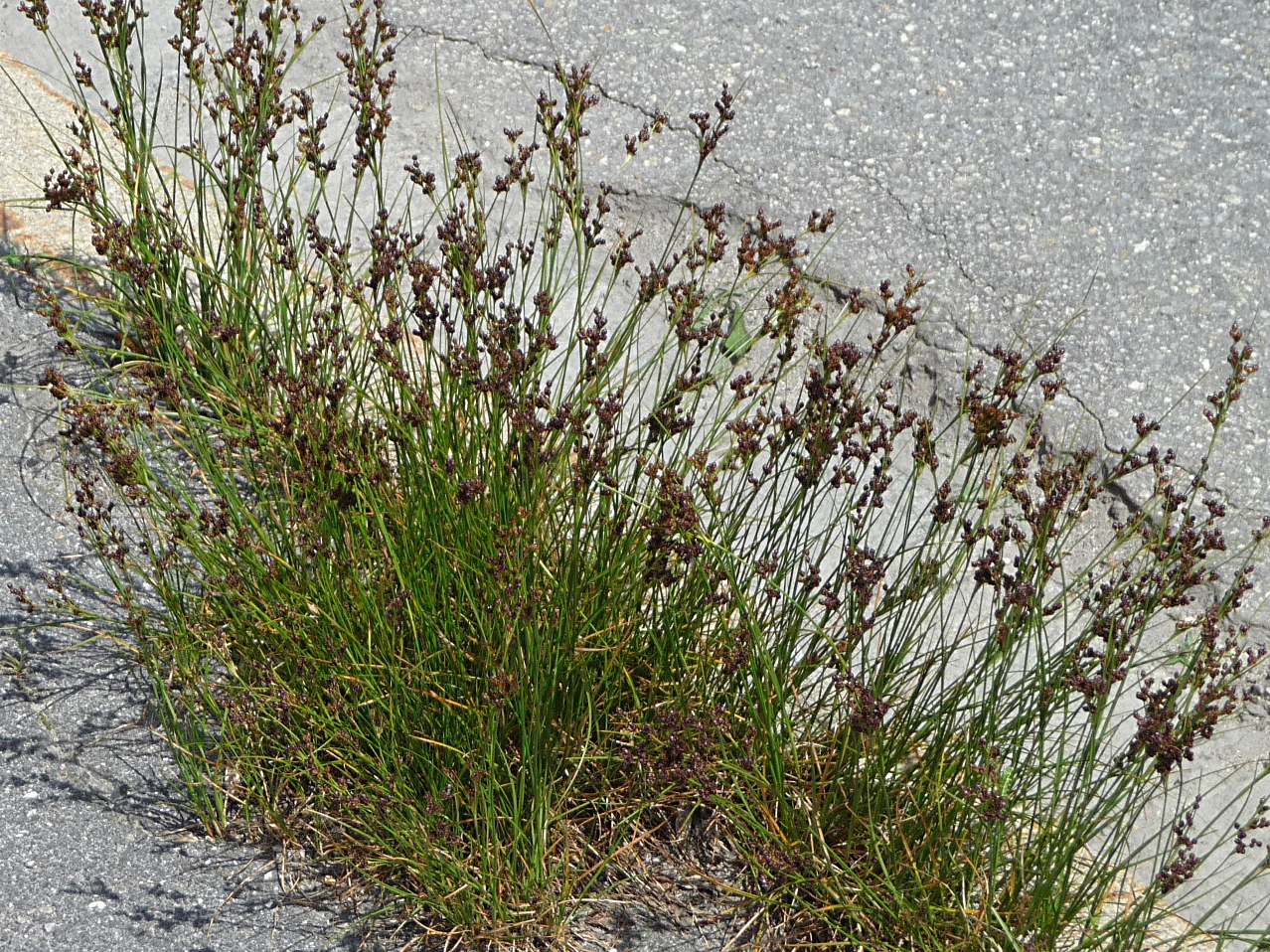
Bestand am Straßenrand

### Vegetative Merkmale
Die Platthalm-Binse ist eine überwinternd grüner ausdauernde krautige Pflanze und erreicht Wuchshöhen von 10 und 40, selten bis zu 50 Zentimetern. Sie bildet kurze Ausläufer. Die schwach zusammengedrückten Stängel wachsen aufrecht bis aufsteigend. Diese tragen ein bis zwei Laubblätter und am Grund eine braun bis graubraune, selten schwärzliche, nicht glänzende Blattscheide. Die zweispitzigen, grau-grünen Laubblätter sind bei einer Länge von 4 bis 25 Zentimetern schmal-fadenförmig, schwach rinnig und mit langen Scheiden und stumpfen Öhrchen ausgestattet.

### Generative Merkmale
Die Blütezeit erstreckt sich von Juni bis September. Der endständige Blütenstand ist eine lockere bis etwas zusammengezogene Spirre aus mehreren Teilblütenständen. Die Spirre enthält 10 bis 60 Blüten und wird durch ein Hochblatt deutlich überragt. Die Blüten stehen einzeln und haben schmal eiförmige kleine Vorblätter. Die 2 bis 3 Millimeter langen, rötlich bis braunen Blütenhüllblätter besitzen einen häutigen Rand, einen grünen Mittelnerv und sind am oberen Ende stumpf. Die inneren Blütenhüllblätter sind flach, die äußeren sind etwas bootförmig. Die sechs Staubblätter sind halb bis zwei Drittel so lang wie die Blütenhüllblätter. Die Staubbeutel sind 0,5 bis 1 Millimeter lang und gleich bis doppelt so lang wie die Staubfäden. Der 0,2 bis 0,4 Millimeter lange Griffel endet in aufrechten purpurroten Narben, die 1 bis 1,5 Millimeter lang sind.
Die gelb-braunen Kapselfrüchte sind kugelig bis verkehrt-eiförmig, deutlich länger als die Blütenhüllblätter und enden stumpf und haben ein aufgesetztes Spitzchen. Die Samen sind braun bis rot-braun; sie sind bei einer Länge von bis zu 0,5 Millimetern eiförmig und haben zwölf deutliche Längs- und schwächere Querstreifen.
Die Chromosomenzahl beträgt 2n = 40 oder 44.

## Ökologie
Bei der Platthalm-Binse handelt es sich um einen Geophyten.
Die Ausbreitung der Diasporen erfolgt durch Anhaften im Fell oder Gefieder von Tieren oder durch den Wind. 

## Vorkommen
Die Platthalm-Binse ist in Europa und Asien verbreitet. Sie kommt in fast allen Ländern Europas vor und fehlt nur in Moldau, in Island und auf Spitzbergen. In Nordamerika ist sie ein Neophyt.
Sie steigt in den Alpen bis in Höhenlagen von 1800 Metern, selten bis 2200 Metern auf.
Sie wächst an feuchten Wegrändern, auf Wegen, in zertretenen Wiesen und Weiden, in Zwischenmooren und an Gewässerufern. Sie gedeiht am besten auf nährstoffreichen, oft kalk- oder salzhaltigen, verdichteten, sandigen oder reinen Tonböden. Sie ist kennzeichnende Pflanzenart der Kriech- und Trittrasengesellschaften. Juncus compressus ist in Mitteleuropa pflanzensoziologisch eine Charakterart des Juncetum compressi aus dem Verband Agropyro-Juncion, kommt aber auch im Cyperetum flavescentis vor.
Die ökologischen Zeigerwerte nach Landolt et al. 2010 sind in der Schweiz: Feuchtezahl F = 4w+ (sehr feucht aber stark wechselnd), Lichtzahl L = 4 (hell), Reaktionszahl R = 3 (schwach sauer bis neutral), Temperaturzahl T = 3 (montan), Nährstoffzahl N = 3 (mäßig nährstoffarm bis mäßig nährstoffreich), Kontinentalitätszahl K = 3 (subozeanisch bis subkontinental), Salztoleranz = 1 (tolerant).

## Taxonomie
Die Erstveröffentlichung von Juncus compressus erfolgte 1762 durch Nikolaus Joseph Jacquin in Enumeratio stirpium plerarumque, quae sponte crescunt in agro vindobonensi, montibusque confinibus, S. 60, 235. Synonyme für Juncus compressus Jacq. sind: Juncus gramineus Dumort., Juncus bulbosus var. compressus (Jacq.) Regel, Juncus gramineus var. compressus (Jacq.) Dumort., Agathryon compressum (Jacq.) Záv. Drábk. & Proćków.